# Przystań wodna na Wiśle im. Jerzego Bojańczyka we Włocławku
Przystań wodna na Wiśle im. Jerzego Bojańczyka we Włocławku – przystań znajduje się na lewym brzegu Wisły, za ujściem rzeki Zgłowiączki, w okolicy ulicy Piwnej we Włocławku. Jest bazą treningową dla Włocławskiego Towarzystwa Wioślarskiego. Znajdują się tutaj również pomieszczenia WOPR.  

## Historia
Przystań otwarto 10 maja 2014 r., wartość inwestycji wyniosła 33 mln zł. Cechą charakterystyczną i niezaprzeczalnym atutem budynku jest drewniana elewacja pokrywająca całość obiektu. Na terenie przystani znajdują się hangary, warsztaty i magazyny na potrzeby WTW, WOPR i Policji. Dla jednostek pływających dostępny jest zadaszony basen postojowy z możliwością cumowania statku spacerowego. Przystań wyposażona jest w wyciąg stoczniowy, pływające pomosty cumownicze dla łodzi wioślarskich oraz pływające pomosty cumownicze dla WOPR, Policji i jednostek turystycznych. Obiekt posiada zaplecze gastronomiczne, salę konferencyjną oraz taras widokowy. Na skarpie wokół przystani powstała trybuna dla widzów oraz kładka nad rzeką Zgłowiączką, aby spacerowicze mogli swobodnie przemieszczać się między nową przystanią a bulwarami.

## Galeria

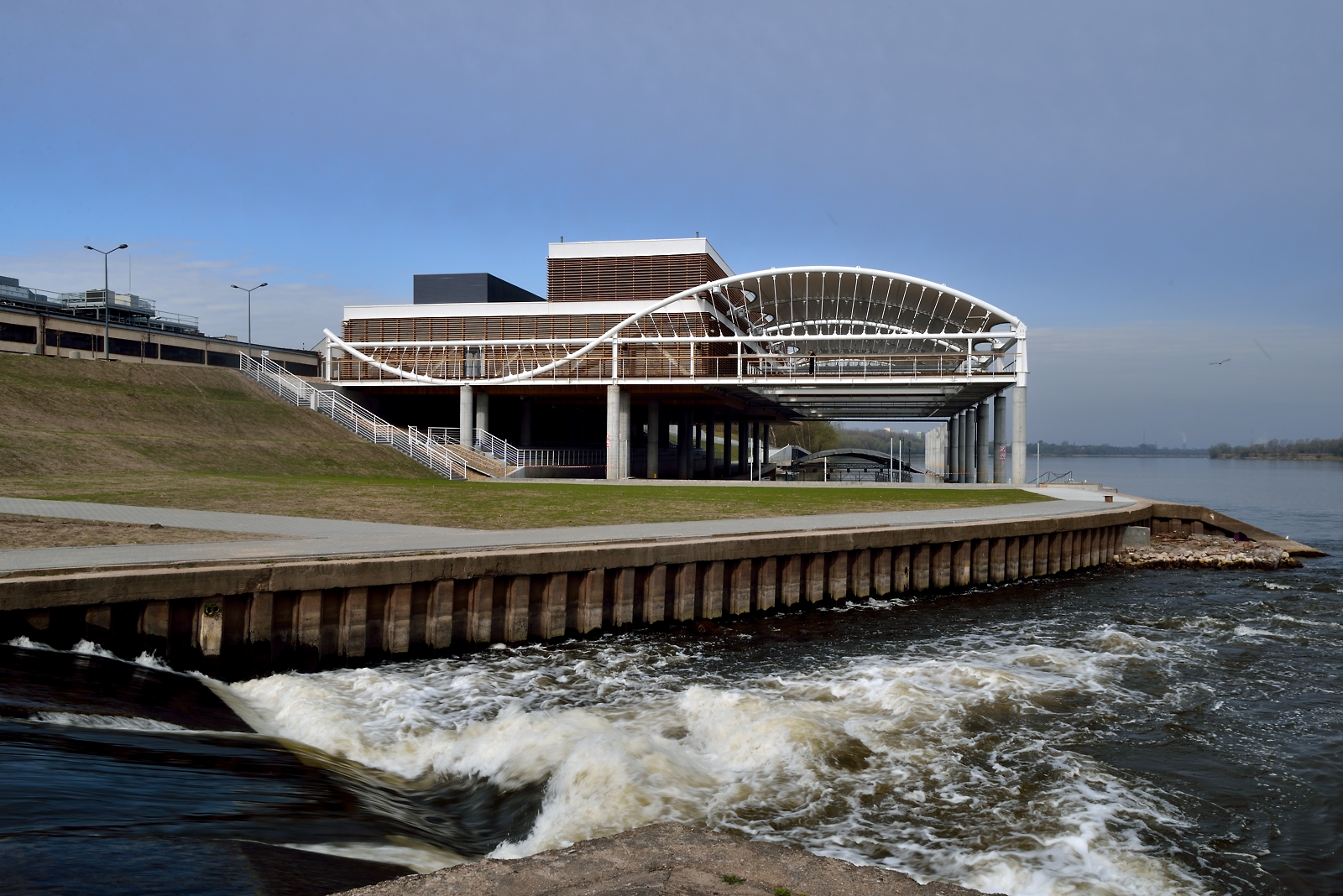
Przystań miejska w końcowej fazie budowy
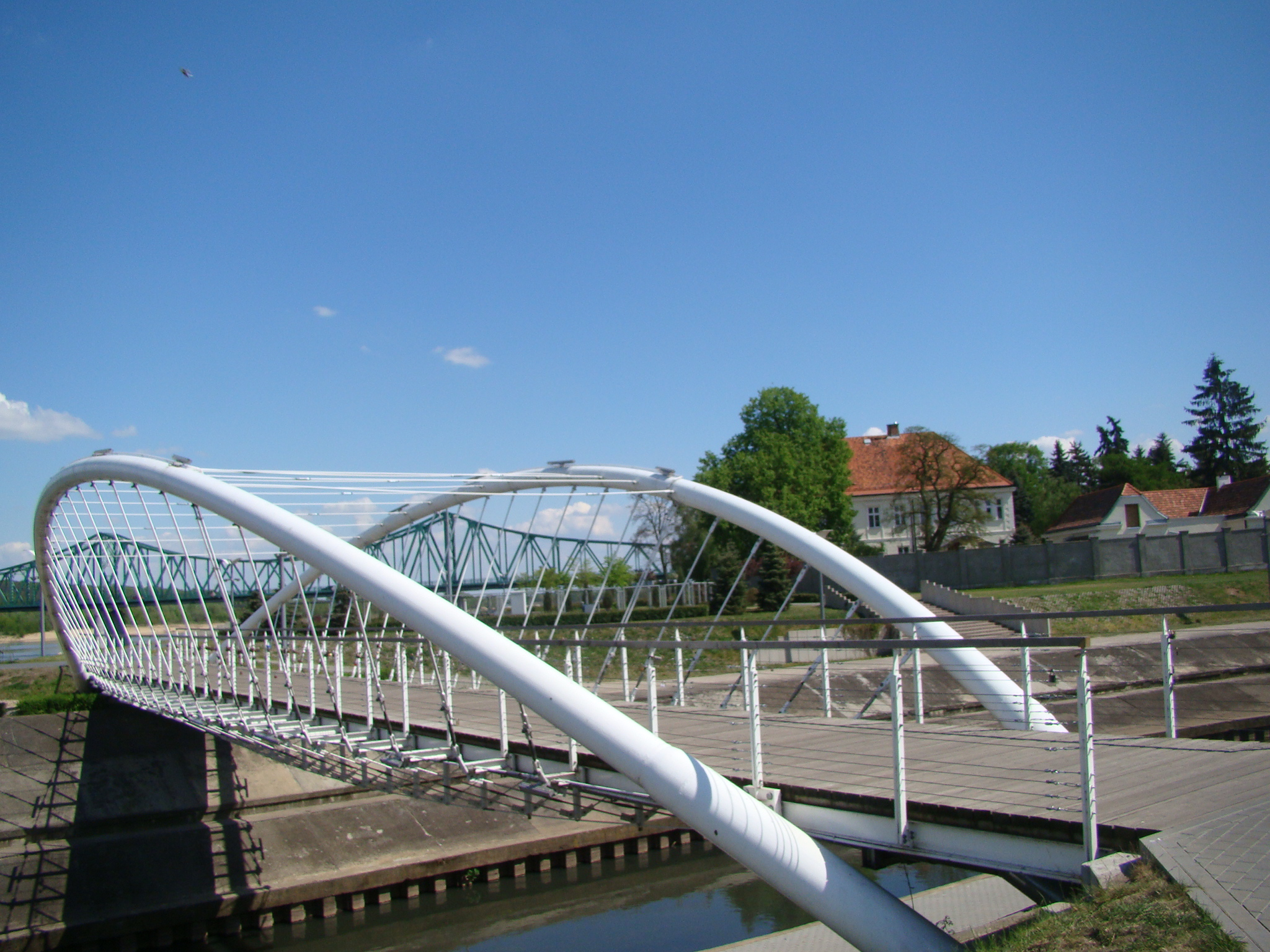
Kładka nad Zgłowiączką
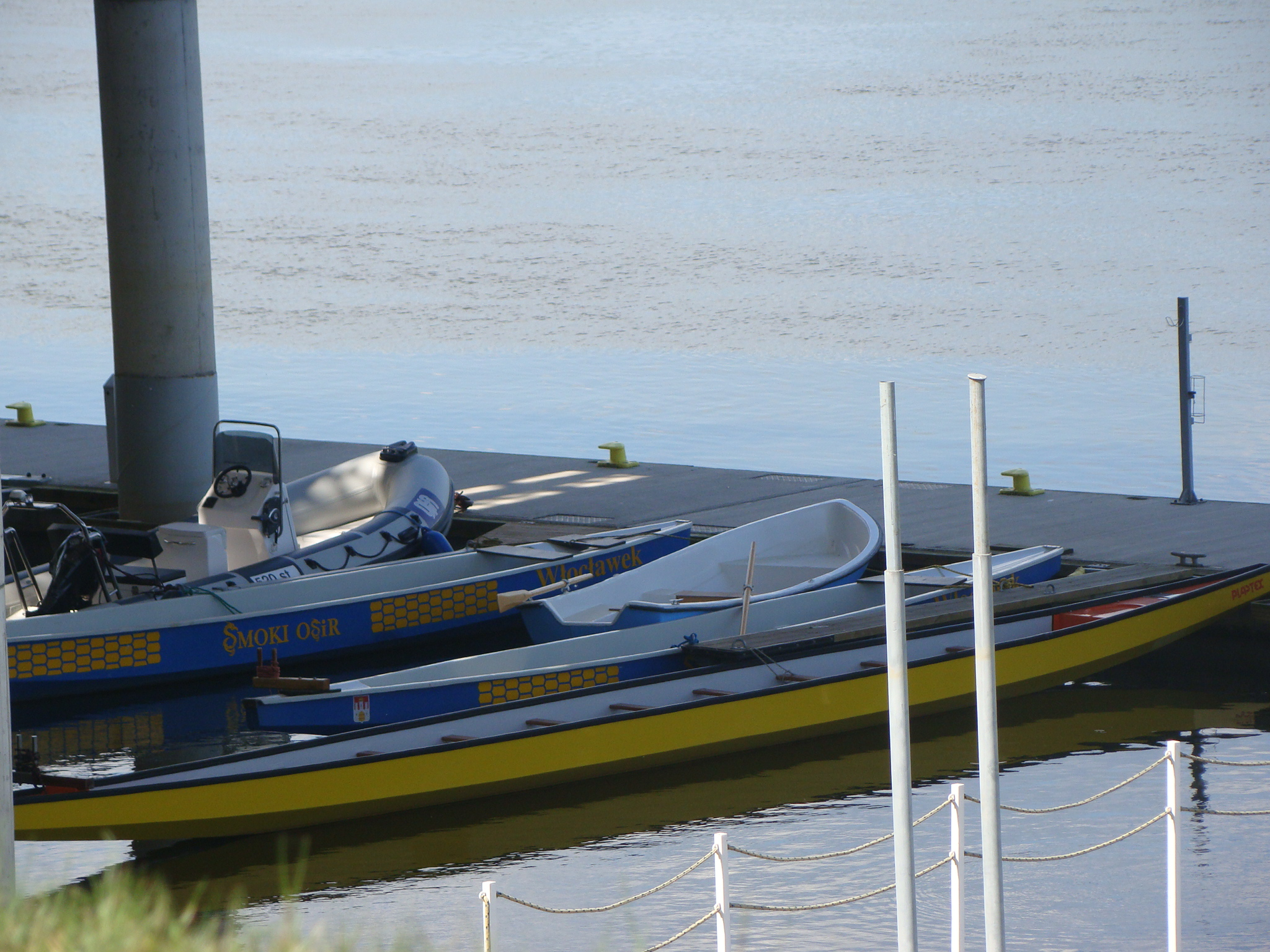
Zacumowane łodzie przy przystani
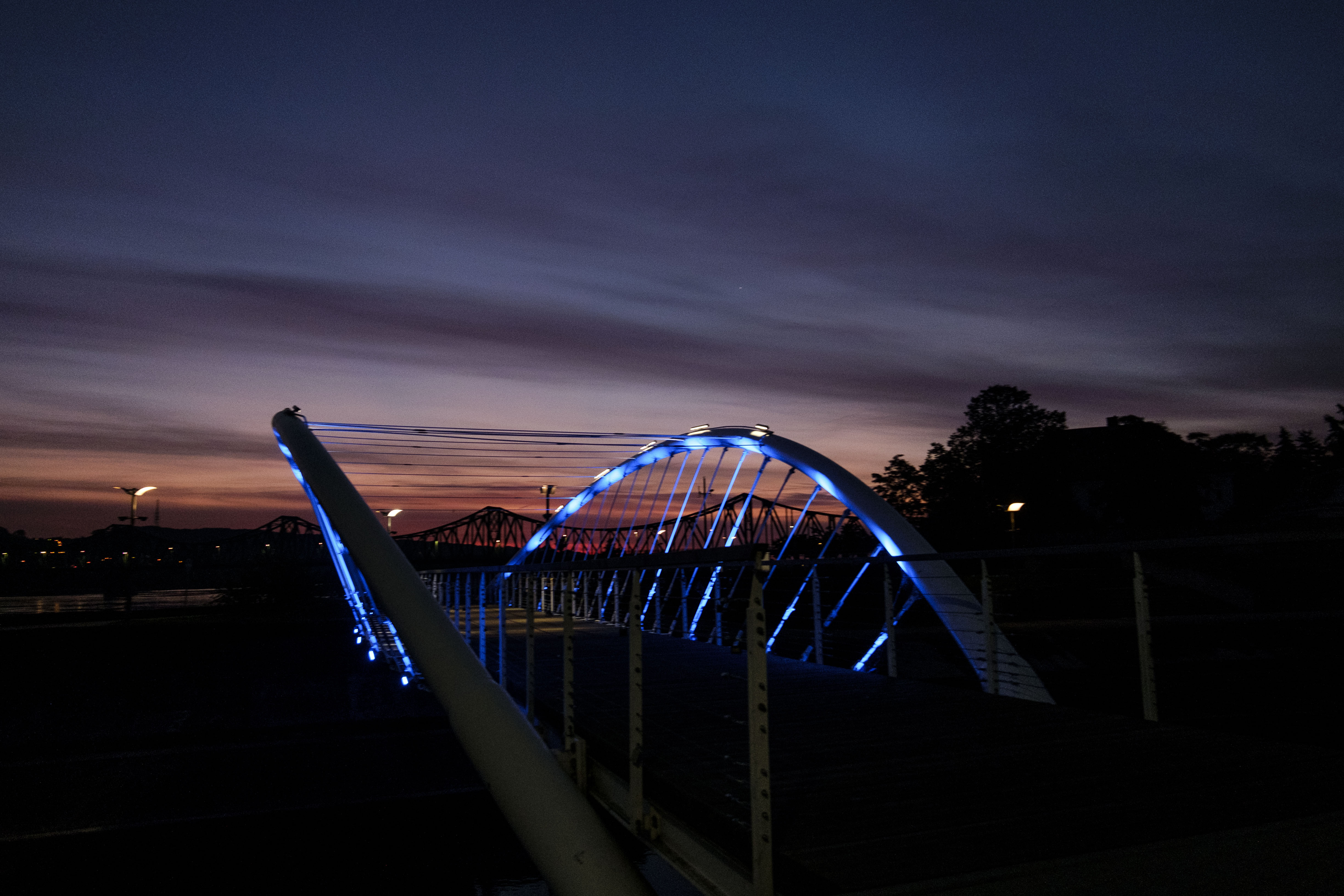
Iluminacja kładki nad Zgłowiączką
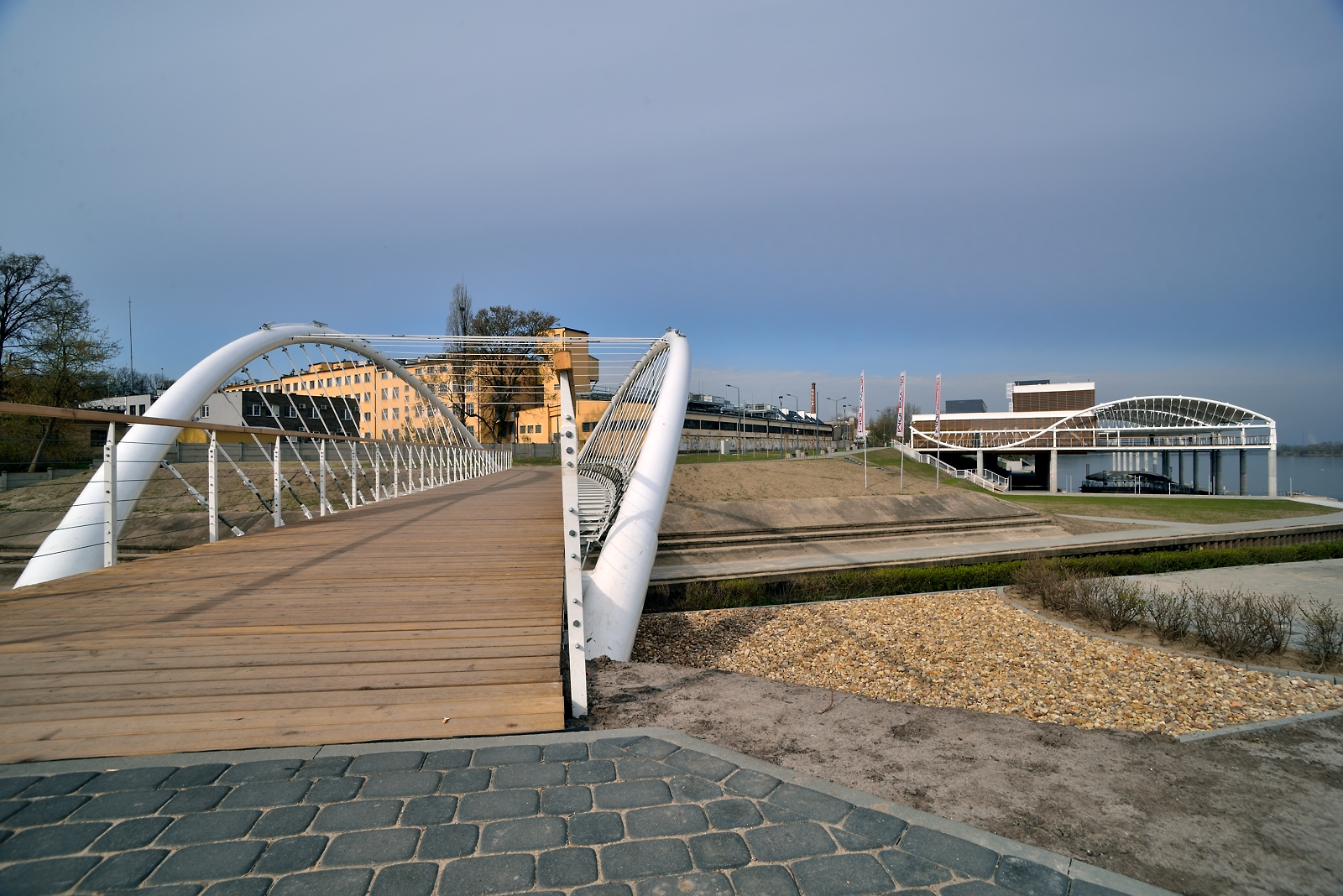
Widok na kładkę i przystań od strony bulwarów
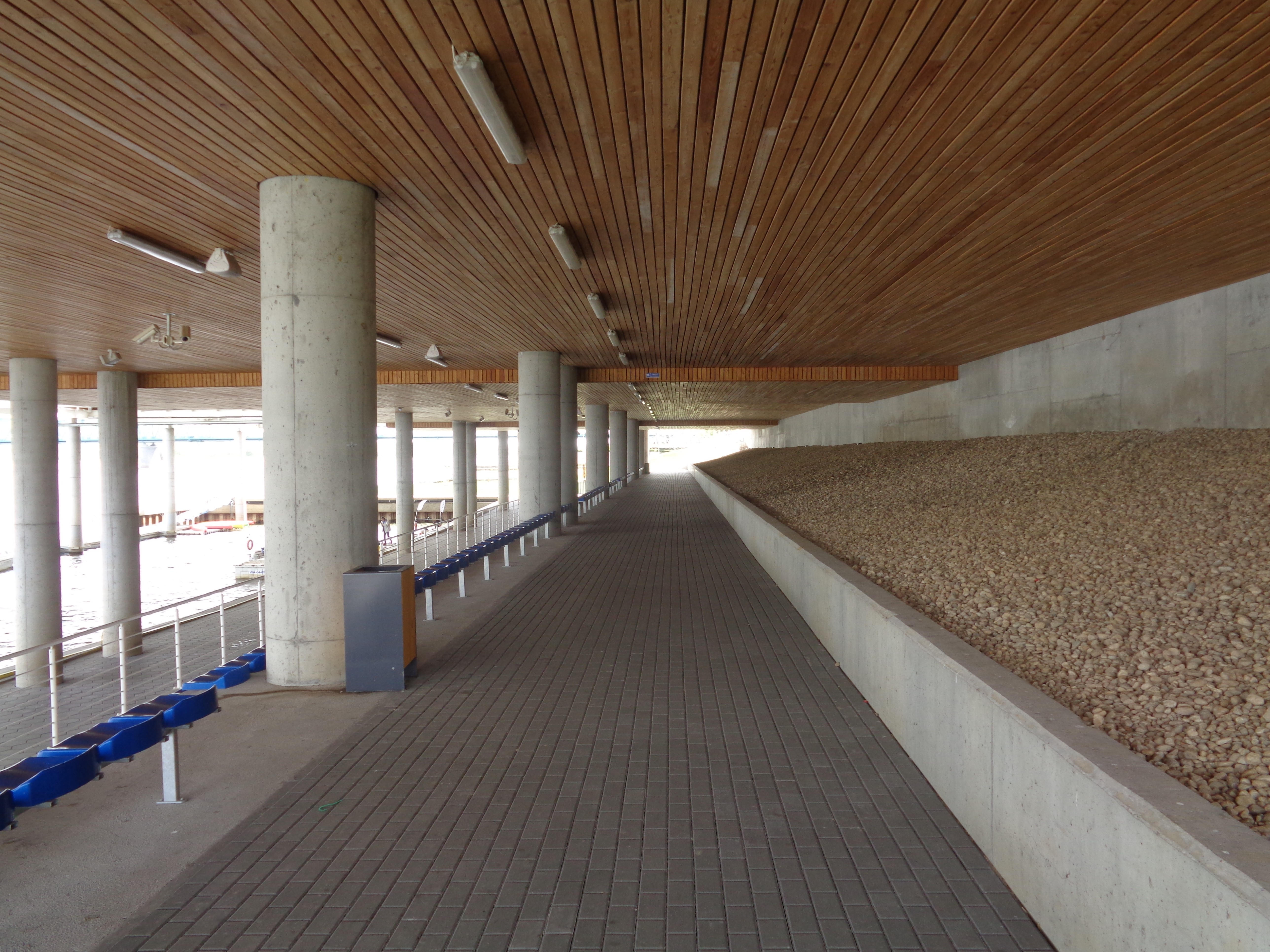
Przejście pod przystanią wodną
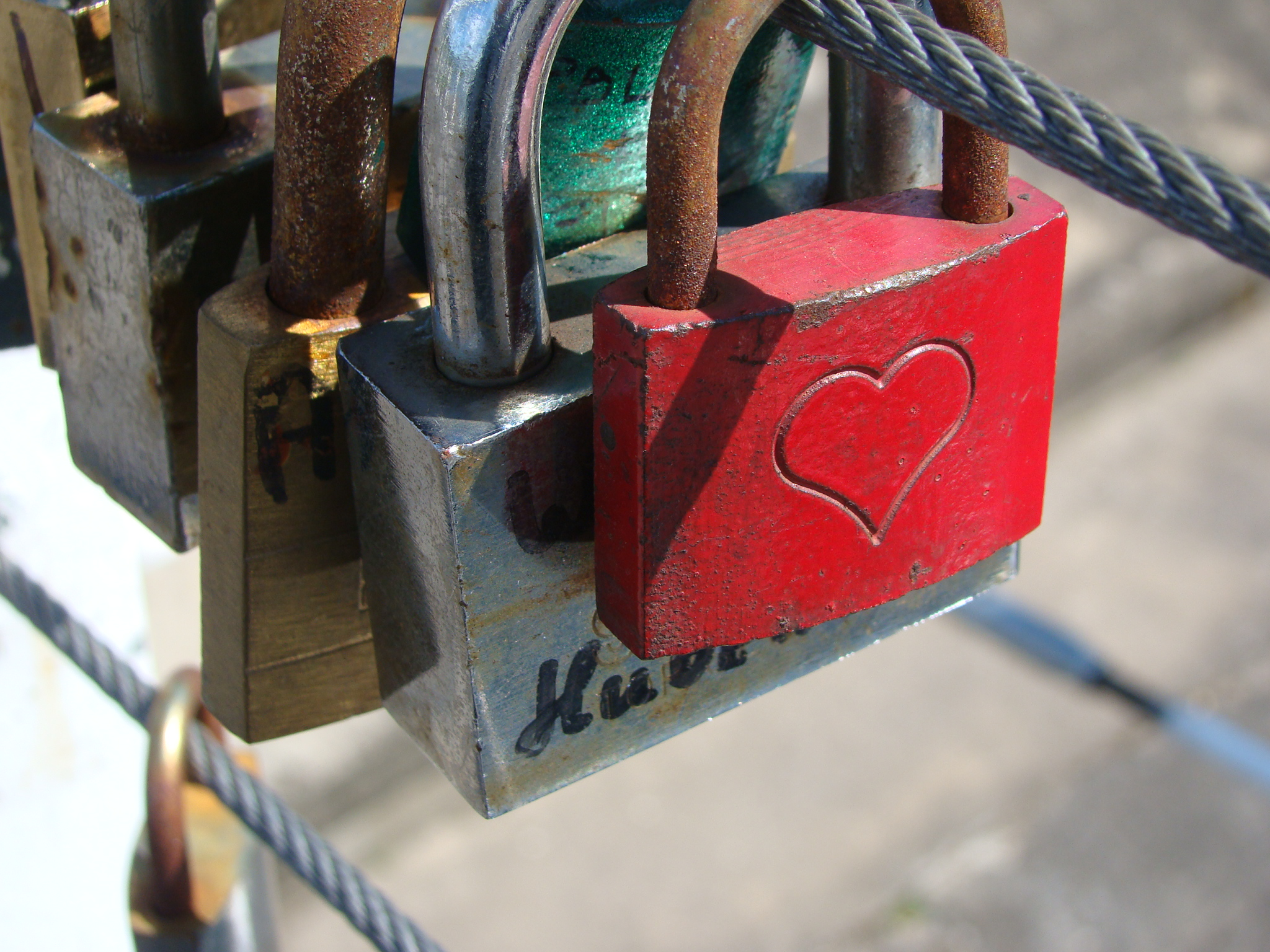
Kłódki na kładce nad Zgłowiączką przy przystani wodnej
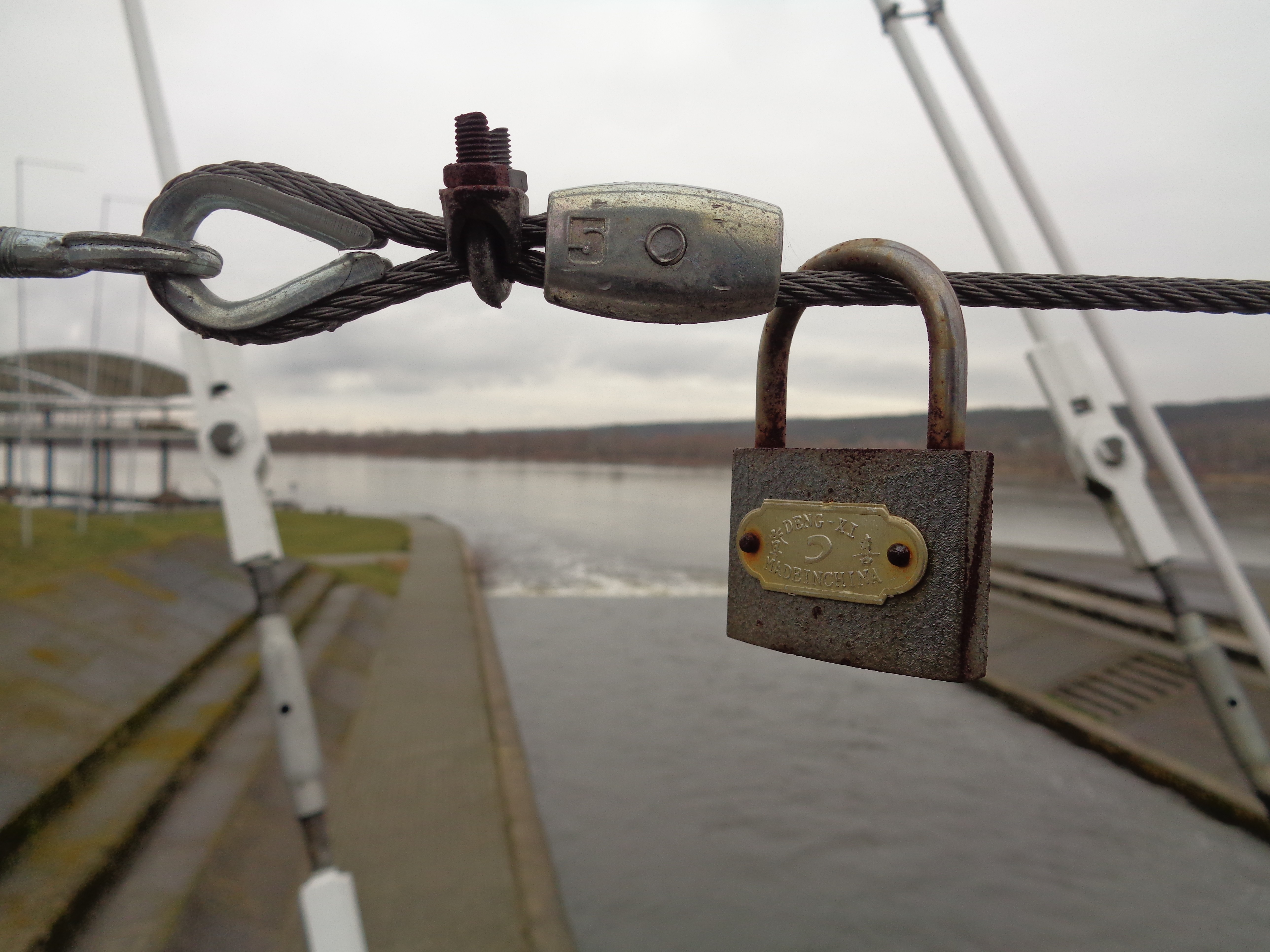
Kłódka zawieszona na kładce nad Zgłowiączką we Włocławku